# مارغريت من المجر (القديسة)
القديسة مارغريت من المجر (بالمجرية: Árpád-házi Szent Margit)‏ (27 يناير 1242 - 18 يناير 1270)؛ هي راهبة دومينيكانية والابنة الصغرى لـ ملك بيلا الرابع من المجر وماريا لاسكارينا؛ كانت شقيقاتها القديسة كينغا من بولندا (كونيغوندا) والمطوبة يولاندا من بولندا؛ وأيضا هي ابنة شقيق القديسة إليزابيث من المجر.

## حياتها
ولدت مارغريت في كليس فورتريس في مملكة كرواتيا؛ كانت الابنة الثامنة والأخيرة (التاسعة من أصل عشرة أبناء) للزوجين الملكيين، ولدت مارغريت بهذه المملكة لأن المجر كانت تحت الغزو المغولي (1241-42) بحيث كان والدها حاكماً لهذه الأراضي أيضا، تعهد والدها إذ تم تحرير المجر من المغول سوف يكرس هذه الابنة للعبادة.
وبذلك عهد والدها مارغريت ذو ثلاث الأعوام إلى دير دومينيكانية في فيسبرم في 1245، وبعدها بعد ستة سنوات تم نقلها إلى دير العذراء المقدسة الذي أسسه والدها في جزيرة الأرنب بالقرب من بودا (اليوم تعرف بـ جزيرة مارغريت والتي سميت تكريماً لها، وهي جزء من بودابست، ولا يزال رؤية أنقاض هذا الدير) مارغريت أمضت بقية حياتها هناك، بحيث خصصت نفسها للعبادة وأيضا عارضت جميع محاولات والدها لزواج من أوتوكار الثاني ملك بوهيميا، بيدو أنها أخذت نذراً جلياً عندما كان في الثامنة عشر لمنع محاولات والدها للزواج.

## تقديسها
قد تم تبجيلها بعد فترة قصيرة من وفاتها، بحيث بدأت خطوات تقديسها بناء على طلب شقيقها ستيفن الخامس ملك المجر؛ وبذلك أُجريت التحقيقات اللازمة بين عامي 1270 و1276 ومع ذلك عملية التقديس لم تكن ناحجة على الرغم من وجود 74 معجزة ترجع إلى شفاعتها، ومعظها ترجع إلى علاج الأمراض، حتى شخصاً ما عاد من الموت بفضلها، كان من الذين قدموا شهادة 27 اعترفوا بمعجزات من صنعها، وأيضا كانت هناك محاولات فاشلة لـ تقديسها مرة أُخرى بين عامي 1640 و1770، وأخيراً تم تطويبها من قبل البابا بيوس الثاني عشر في 19 نوفمبر 1943، في ذلك الوقت كان عيد عمتها سانت إليزابيث من المجر.